# Illes Cíes

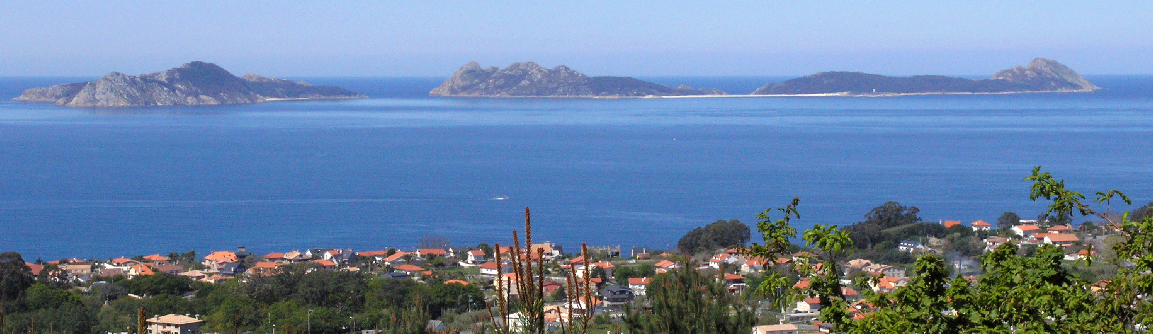
Les Cíes vistes des de Vigo.

Les illes Cíes (en gallec, illas Cíes) són un arxipèlag gallec situat a la boca de la ria de Vigo, a la província de Pontevedra, que pertany al municipi de Vigo.
Van ser declarades parc natural el 1980, i estan incloses al Parc nacional de les Illes Atlàntiques, creat el 2002. A més, per les importants colònies d'aus marines, les Cíes estan declarades zona d'especial protecció per a les aus. També són un Lloc d'Importància Comunitària i Zona d'especial protecció dels valors naturals.
L'arxipèlag està format per tres illes principals: l'illa de Monteagudo (o illa del Nord), l'illa del Far (o illa del Mig) i l'illa de San Martiño (o illa del Sud), juntament amb petits illots com Boeiro o Agoeiro, Viños, Carabelos i O Ruzo. Sumen un total de 433 hectàrees terrestres de superfície, mentre que la superfície marina protegida inclosa al parc és de 2.658 hectàrees.
L'any 2007 el diari britànic The Guardian va escollir la platja de Rodas, situada a l'illa de Monteagudo, com la "platja més bonica del món".